# Strada statale 543 del Lido di Lecce
La ex strada statale 543 del Lido di Lecce (SS 543), ora strada provinciale 364 Lecce-San Cataldo (SP 364), è una strada provinciale italiana che collega Lecce con la frazione costiera di San Cataldo.

## Percorso
La strada ha origine nel centro abitato del capoluogo salentino e congiunge, ancora nel territorio urbano, lo stadio Via del mare e poi la tangenziale Est. Superata quest'ultima, rimanendo ancora nel territorio comunale di Lecce, la strada prosegue in direzione nord-est verso la costa. Prima di entrare nella frazione di San Cataldo e terminare il proprio percorso, è presente uno svincolo per imboccare la Strada Provinciale 366 per San Foca, Torre dell'Orso e Otranto, e la Strada Provinciale 133 per Frigole, Torre Chianca e Casalabate.
In seguito al decreto legislativo n. 112 del 1998, dal 2001 la gestione è passata dall'ANAS alla Regione Puglia, che ha provveduto al trasferimento dell'infrastruttura al demanio della Provincia di Lecce.